# Zoufftgen
Zoufftgen – miejscowość i gmina we Francji, w regionie Grand Est, w departamencie Mozela.
Według danych na rok 1990 gminę zamieszkiwało 597 osób, a gęstość zaludnienia wynosiła 36 osób/km² (wśród 2335 gmin Lotaryngii Zoufftgen plasuje się na 537. miejscu pod względem liczby ludności, natomiast pod względem powierzchni na miejscu 280.).